# Borough londonien de Southwark
Pour les articles homonymes, voir Southwark.
Le borough londonien de Southwark (en anglais : London Borough of Southwark ; prononcé en anglais : [ˈsʌðək]) est un borough — une subdivision administrative — du Grand Londres. Situé dans l'Inner London et créé en 1965 par fusion des anciens boroughs métropolitains de Southwark, Camberwell et Bermondsey, il compte 317 256 habitants selon les estimations de 2018.
Le fameux Tower Bridge part du borough de Southwark pour rejoindre le borough de Tower Hamlets. Tous les ponts qui donnent accès à la Cité de Londres depuis la rive droite partent de Southwark. L'hôtel de ville de Londres se trouve également à Southwark.

## Géographie

### Quartiers

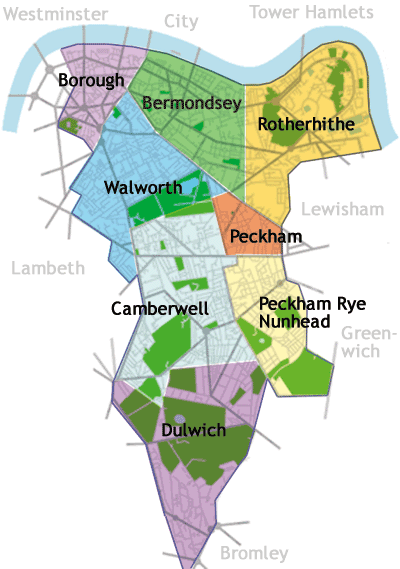
Les principaux quartiers du borough de Southwark. Le nom Borough (parfois dit The Borough en anglais) désigne le quartier historique de Southwark.

Le borough de Southwark se compose des districts et quartiers de Bankside, Bermondsey, Camberwell, Crystal Palace (en partie), Denmark Hill, Dulwich (couvrant notamment le Dulwich Park), Dulwich Village, East Dulwich, Elephant and Castle, Herne Hill, Honor Oak, Newington, Nunhead, Peckham, Peckham Rye, Rotherhithe (comprenant le Southwark Park), South Bank, South Bermondsey, Southwark, Surrey Quays, Sydenham Hill (en partie), Upper Norwood (en partie), Walworth et West Dulwich.

### Transports
Le borough de Southwark est desservi par les stations Bermondsey (Jubilee line), Borough (Northern line), Canada Water (Jubilee line)
Elephant & Castle (Bakerloo line et Northern line), Kennington (Northern line), London Bridge (Jubilee line et Northern line) et Southwark (Jubilee line) du métro de Londres, ainsi que six gares du réseau du London Overground.
Une extension au sud de la Bakerloo line prévue d'ici à 2030 doit permettre de mieux desservir la partie centrale du borough, notamment dans les environs du Burgess Park.

### Lieux d'intérêt
Les lieux d'intérêt du borough de Southwark sont le musée Tate Modern, le Design Museum, le théâtre du Globe, le gratte-ciel The Shard, la Bankside Gallery, la cathédrale de Southwark, Hay's Galleria, le Tower Bridge, le London Dungeon, la South London Gallery, le théâtre Old Vic, le Borough Market, la Dulwich Picture Gallery, le Dulwich College, ainsi qu'une branche du Imperial War Museum installée sur Lambeth Road.
Le navire de guerre HMS Belfast, commissionné en 1937 et installé de façon permanente sur les quais méridionaux de la Tamise, est également une attraction touristique notable.

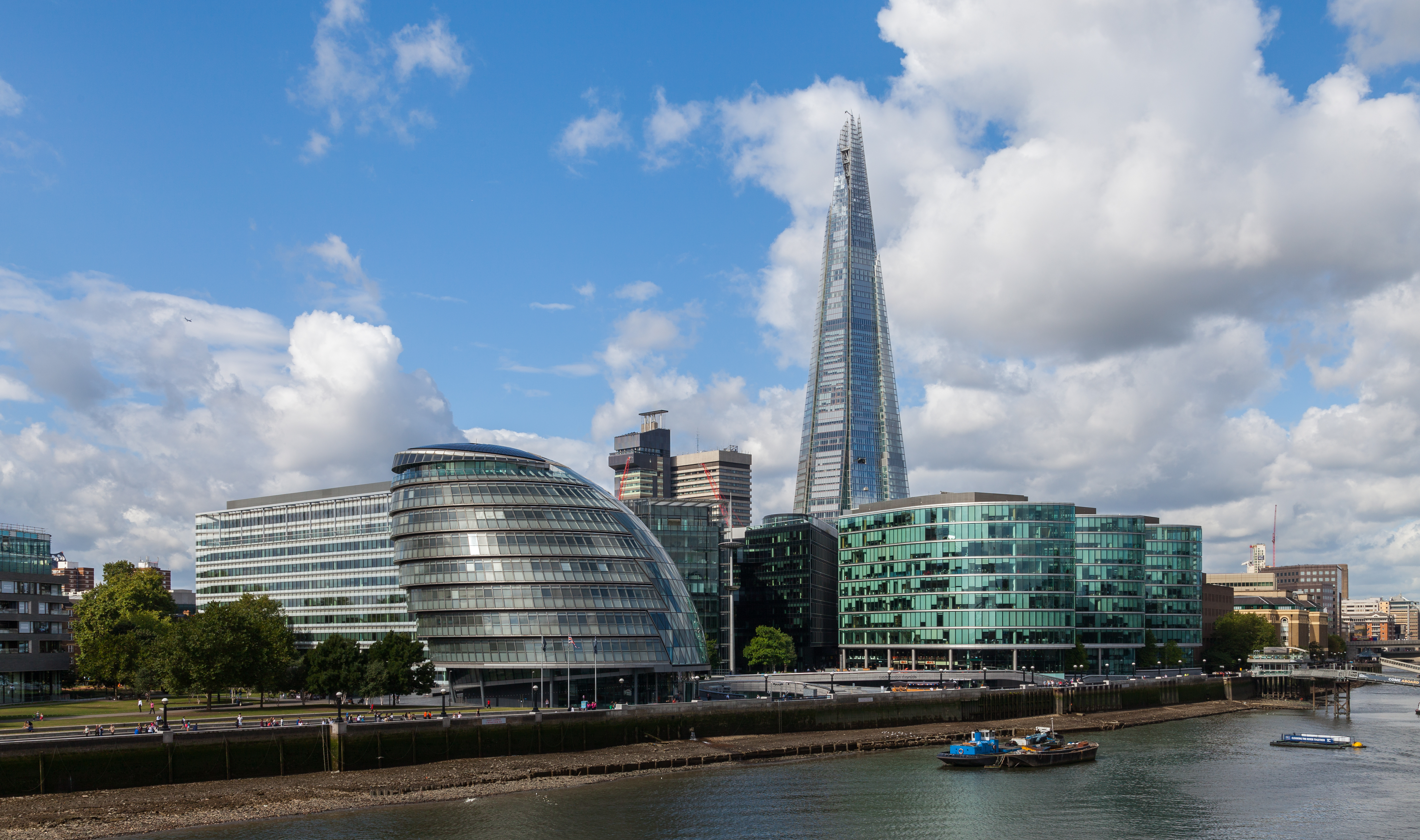
L'hôtel de ville de Londres et More London au premier plan, avec The Shard à l'arrière.
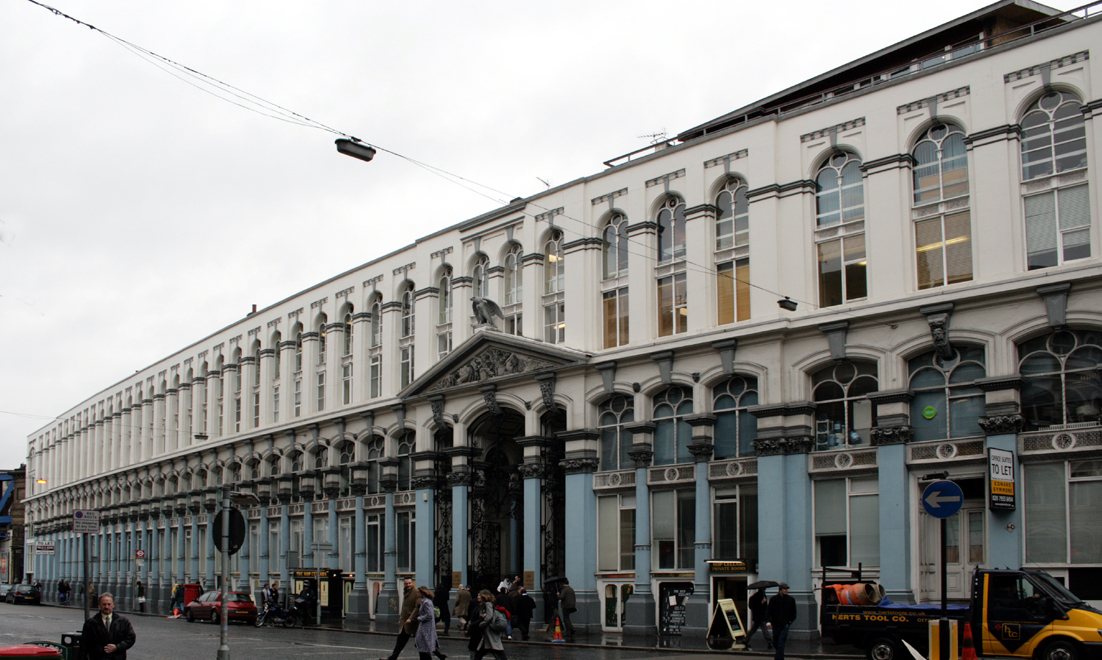
Le Hop Exchange.
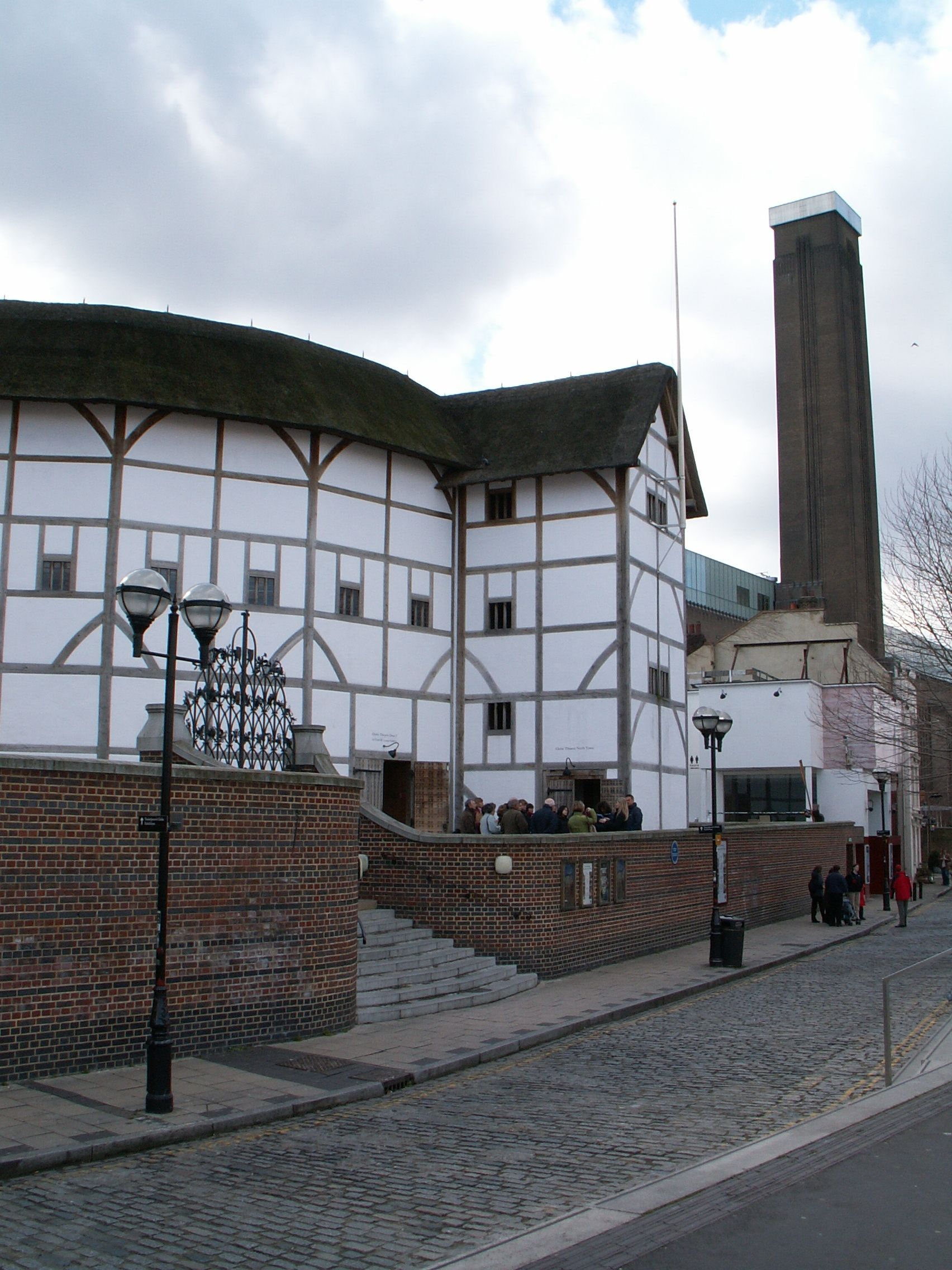
Le théâtre du Globe.
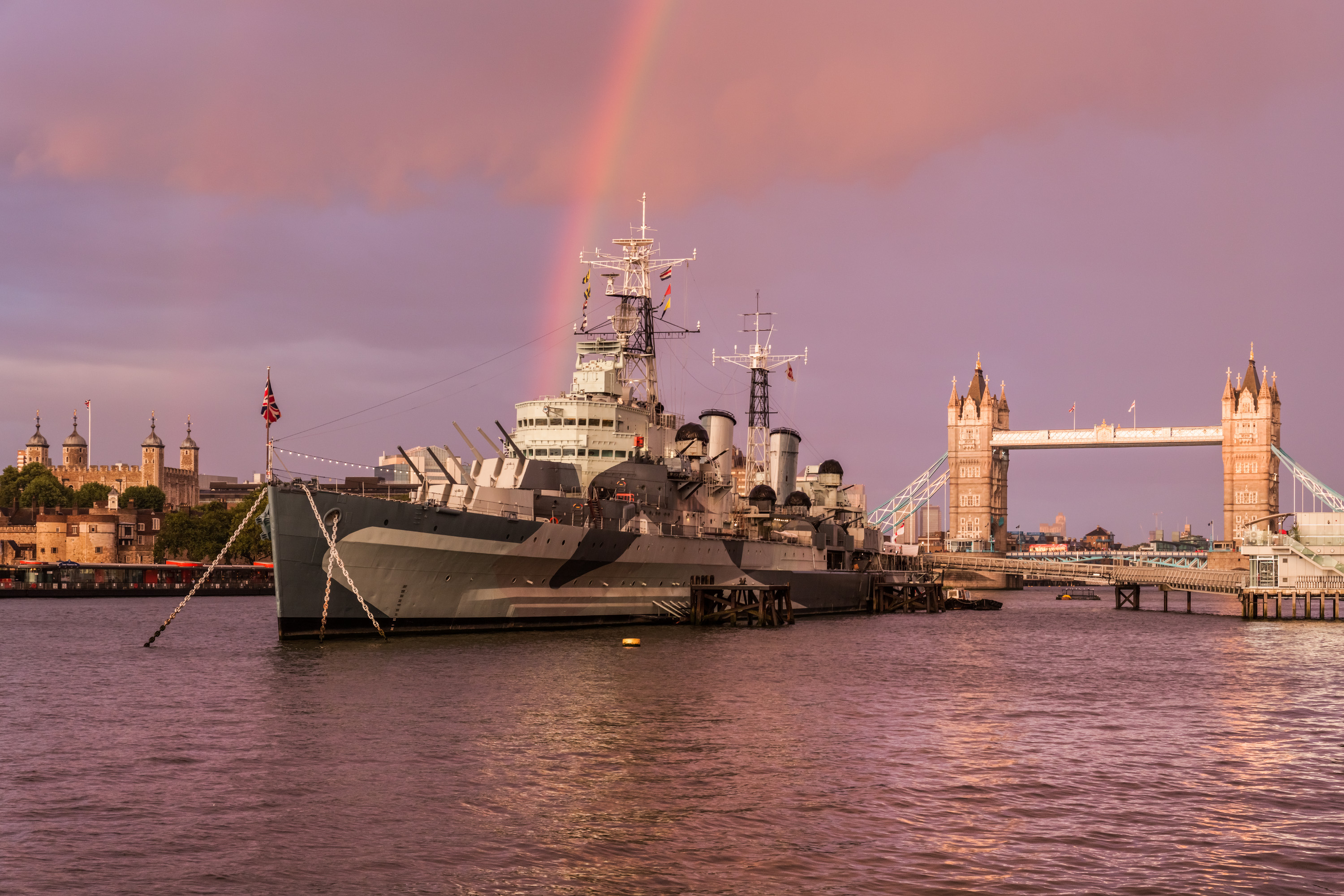
Le HMS Belfast dans le port de Londres ; au second plan le Tower Bridge.
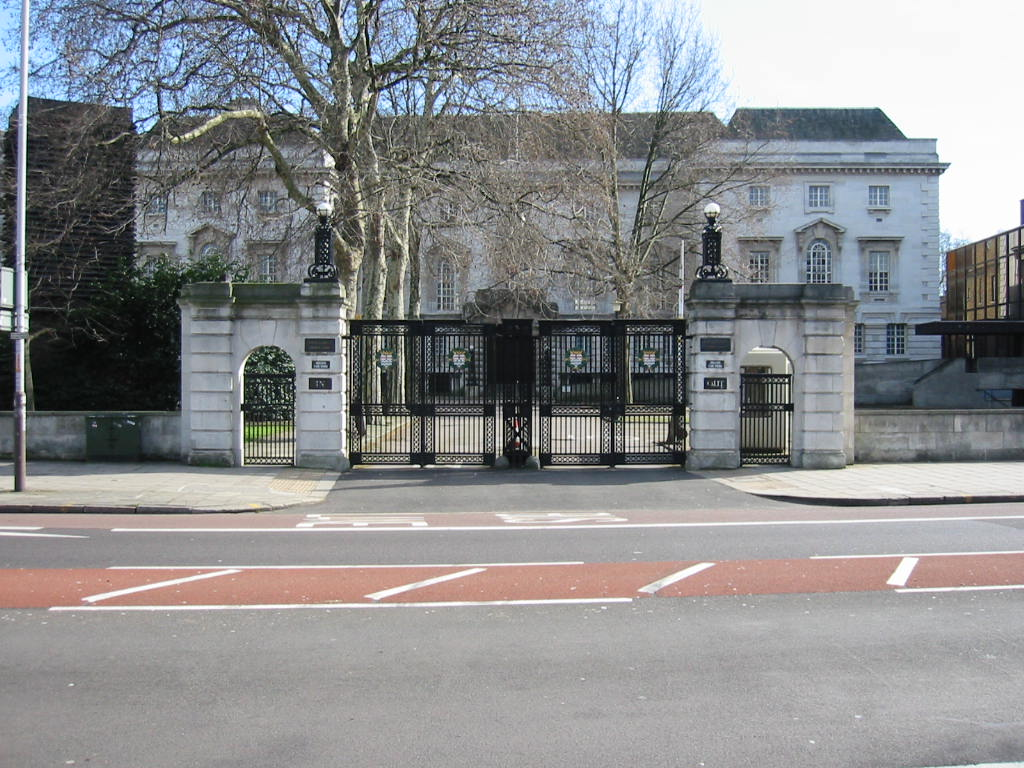
L'Inner London Crown Court à Newington.

## Personnalités liées au borough
| Lettre | Description                                   |
| ------ | --------------------------------------------- |
| N      | Indique que le résident est né à Southwark.   |
| M      | Indique que le résident est mort à Southwark. |

### Science

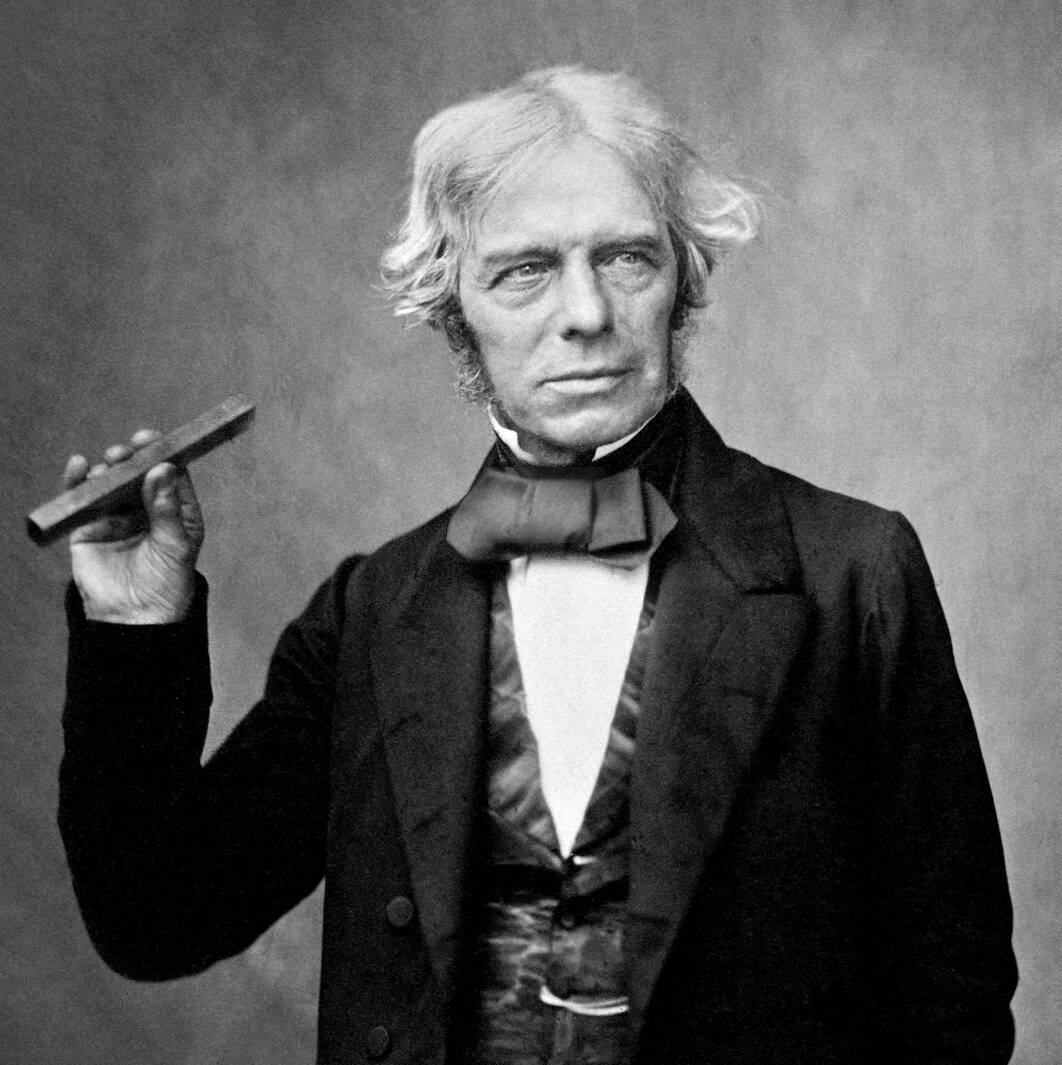
Scientifique Michael Faraday

| Nom                  | Notabilité                                                          | Remarques |
| -------------------- | ------------------------------------------------------------------- | --------- |
| Michael Faraday      | Chimiste et physicien, qui a inventé le moteur électrique           | N         |
| Robert Recorde       | Médecin et mathématicien, qui a inventé le signe «égal» (=) en 1557 | M         |
| Edward Burnett Tylor | Anthropologue, affilié à l'évolutionnisme socioculturel             | N         |

### Arts

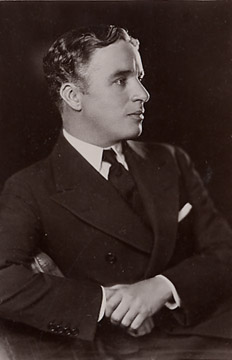
Icône de la comédie Charlie Chaplin

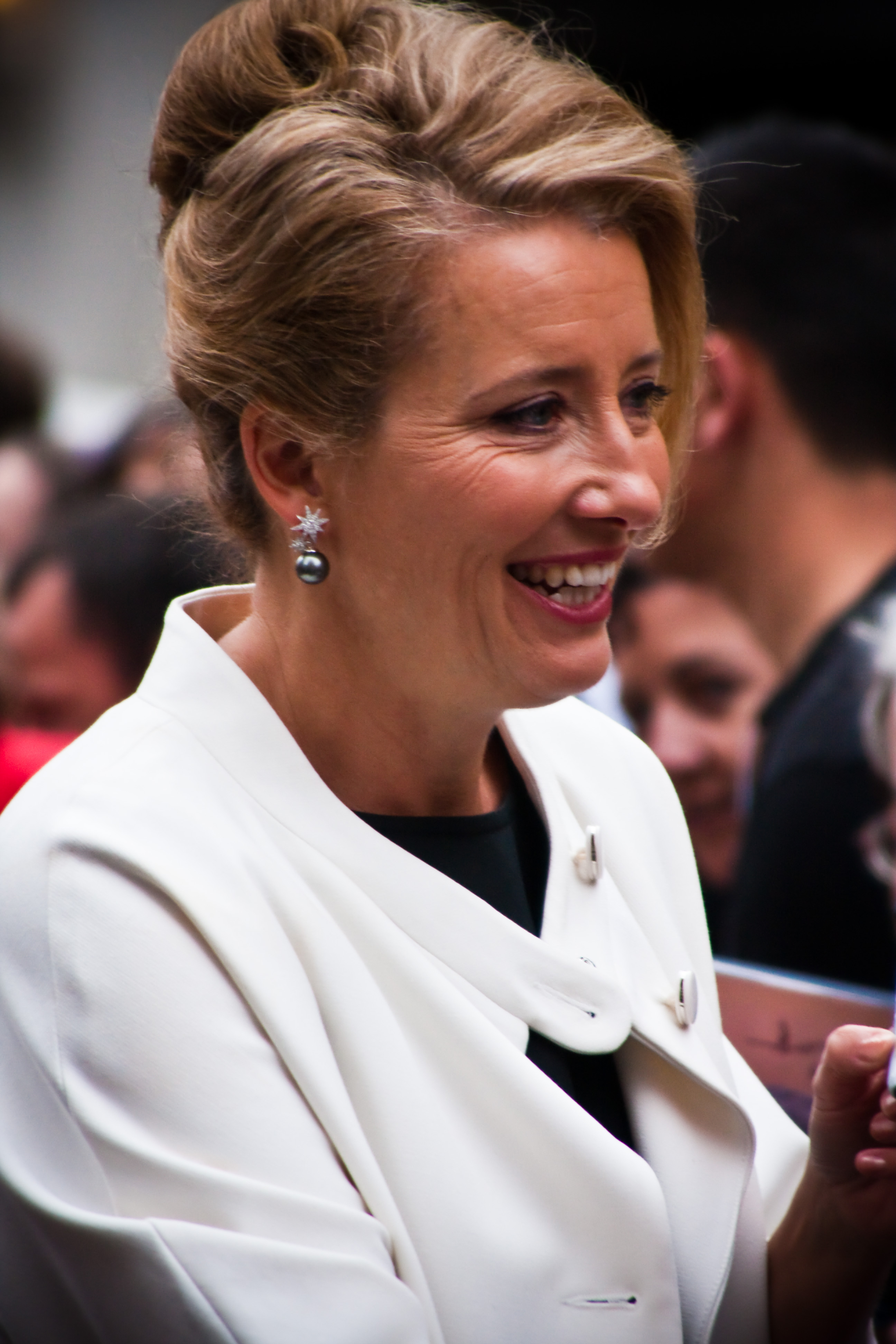
L'actrice Emma Thompson a vécu avec son ex-mari, Kenneth Branagh, à Camberwell

| Nom              | Notabilité                                                                               | Remarques |
| ---------------- | ---------------------------------------------------------------------------------------- | --------- |
| Jenny Agutter    | Actrice de cinéma et de télévision, qui a remporté un Emmy Award et un BAFTA             | [ 4 ]     |
| John Boyega      | Acteur de cinéma connu pour son rôle de Finn dans Star Wars                              | N         |
| Edward Alleyn    | Acteur du théâtre élisabéthain, fondateur du Dulwich College                             | M         |
| Kenneth Branagh  | Acteur et réalisateur, qui a remporté un Emmy Award et une nomination aux Oscars         | [ 6 ]     |
| Michael Caine    | Acteur, récipiendaire de deux Oscars, d'un BAFTA et de quatre Golden Globe Awards        | N         |
| Charlie Chaplin  | Acteur, comédien et cinéaste                                                             | N         |
| Chiwetel Ejiofor | Acteur connu pour son rôle principal dans Twelve Years a Slave                           | [ 8 ]     |
| Patricia Hayes   | Comédienne, célèbre pour son travail à la télévision                                     | N         |
| Terry Jones      | Comédien, acteur et cinéaste, surtout connu comme membre de l'équipe Monty Python        | [ 10 ]    |
| Boris Karloff    | Acteur, mieux reconnu comme le monstre de Frankenstein dans le film Frankenstein de 1931 | N         |
| Martin McDonagh  | Dramaturge et réalisateur, lauréat d'un Oscar                                            | N         |
| Claude Rains     | Acteur et star de cinéma, lauréat d'un Tony Award                                        | N         |
| Tim Roth         | Acteur de film                                                                           | N         |
| Nicholas Serota  | Conservateur d'art, directeur de la Tate Gallery                                         | [ 15 ]    |
| Emma Thompson    | Acteure et scénariste, lauréate des Oscars, des BAFTA, un Emmy, un Golden Globe Award    | [ 6 ]     |
| Florence Welch   | Chanteuse / auteure-compositrice (Florence + The Machine)                                | N         |

### Ingénierie et technologie

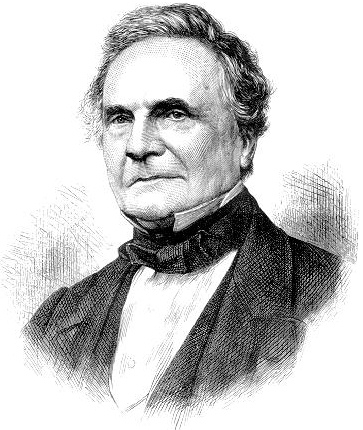
Charles Babbage, « le père de l'ordinateur ».

| Nom                     | Notabilité                                                                       | Remarques |
| ----------------------- | -------------------------------------------------------------------------------- | --------- |
| Charles Babbage         | Mathématicien victorien, inventeur de la première machine à calculer mécanique   | N         |
| Isambard Kingdom Brunel | Ingénieur victorien, qui a conçu le Great Western Railway et le SS Great Britain | [ 1 ]     |
| Marc Isambard Brunel    | Ingénieur, connu pour avoir conçu la construction du Tunnel sous la Tamise       | [ 18 ]    |

### Littérature

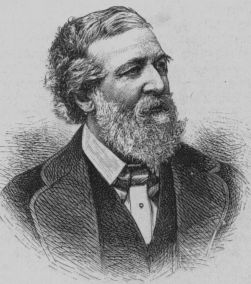
Poète Robert Browning

| Nom             | Notabilité                                                                                             | Remarques |
| --------------- | --- | --------- |
| Enid Blyton     | Auteure pour enfants, avec des œuvres populaires comme les séries Le club des Cinq et le Clan des Sept | N         |
| Robert Browning | Poète et dramaturge victorien, connu pour sa maîtrise des vers dramatiques                             | N         |
| Charles Dickens | Romancier victorien, journaliste et militant social                                                    | [ 1 ]     |

### Politique
| Nom            | Notabilité                                                                     | Remarques |
| -------------- | ------------------------------------------------------------------------------ | --------- |
| Harriet Harman | Députée travailliste, 1983- ; Leader de la Chambre des communes, 2007-         | [ 20 ]    |
| Simon Hughes   | Député libéral démocrate (1983-) et président du parti (2004-)                 |           |
| Larry Whitty   | Politicienne travailliste ; Secrétaire général du Parti travailliste (1985–94) | [ 21 ]    |

### Religion
| Nom           | Notabilité                                                                                               | Remarques |
| ------------- | --- | --------- |
| Edmund Bonner | Évêque de Londres, connu pour avoir persécuté les hérétiques sous le règne catholique de la reine Mary I | M         |
| John Harvard  | Clergyman anglais, premier bienfaiteur du Collège, 1639 nommé Université Harvard en son honneur          | N         |

### Sports

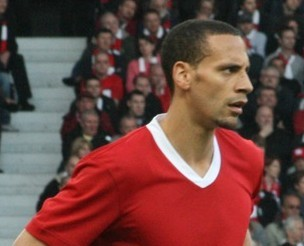
Rio Ferdinand, ancien capitaine d'Angleterre

| Nom            | Notabilité | Remarques |
| -------------- | --- | --------- |
| Rio Ferdinand  | Ancien footballeur, qui a joué comme défenseur central notamment pour Manchester United. Était également un ancien capitaine de l'Angleterre. Actuellement[Quand ?] expert pour BT Sport | N         |
| Duncan Goodhew | Nageur, médaillé d'or et de bronze aux Jeux olympiques d'été de 1980 | N         |
| Kenny Sansom   | Footballeur, qui a joué pour Arsenal et l'Angleterre | N         |